# Ehingen am Ries
Ehingen am Ries, Ehingen a.Ries – miejscowość i gmina w Niemczech, w kraju związkowym Bawaria, w rejencji Szwabia, w regionie Augsburg, w powiecie Donau-Ries, wchodzi w skład wspólnoty administracyjnej Oettingen in Bayern. Leży około 30 km na północny zachód od Donauwörth.

## Dzielnice
W skład gminy wchodzą następujące dzielnice:
- Belzheim
- Ehingen am Ries

## Demografia
| Rok  | Liczba mieszk. |
| ---- | -------------- |
| 1970 | 890            |
| 1987 | 834            |
| 2000 | 814            |

## Polityka
Wójtem gminy jest Paul Fackler, rada gminy składa się z 8 osób.
|      | Neue Gemeinde | FWG | Dorfwohl | NGL | Razem |
| 2008 | 2             | 3   | -        | 3   | 8     |
| 2002 | 3             | 3   | 1        | 1   | 8     |

## Oświata
W gminie znajduje się przedszkole (50 miejsc i 35 dzieci).